# 華新街駅
華新街駅（かしんがい-えき）は、中華人民共和国重慶市江北区に位置する重慶軌道交通3号線の駅である。駅番号は3/20。

## 駅構造
- 島式ホーム1面2線を有する半地下、半高架駅。

## 歴史
- 2011年9月29日 - 開業。

## 隣の駅
重慶軌道交通
■3号線
牛角沱駅(3/19)  - 華新街駅(3/20)  - 観音橋駅(3/21)